# چینگفورد
latitudeچینگفوردlongitudeچینگفورد
چینگفورد (به انگلیسی: Chingford) یکی از ناحیه‌های لندن است که در منطقه والتام فورست لندن واقع شده‌است.